# Joseph Irwin France
Joseph Irwin France (ur. 11 października 1873 roku, zm. 26 stycznia 1939 roku) – amerykański polityk, działacz Partii Republikańskiej. W latach 1917–1923 był przedstawicielem stanu Maryland w Senacie Stanów Zjednoczonych.